# Paul D. Foote
Pour les articles homonymes, voir Foote.
Paul Darwin Foote, né le 27 mars 1888 à Andover et mort le 2 août 1971, est un physicien.

## Biographie
Paul Darwin Foote, né le 27 mars 1888 à Andover dans l'Ohio, est le fils de Howard Spencer Foote, directeur d'école, et d'Abbie Lottie Tourgee.
En 1893, il déménage avec sa famille à Chardon, dans l'Ohio, où il grandit. Adolescent, il vend des peignes d'aluminium au porte-à-porte pour gagner assez d'argent pour équiper son laboratoire d'électricité au sous-sol et pour acheter un radiotélégraphe bidirectionnel. Il s'inscrit au Collège Adelbert de l'Université de Western Reserve en 1905 pour étudier le génie électrique et subvient à ses besoins en enseignant l'algèbre la nuit et en recouvrant les mauvaises créances pendant la journée. Ses premiers cours de physique l'influencent à poursuivre une carrière dans cette discipline à la place ; après avoir reçu son A.B. en 1909, il devient un étudiant diplômé et assistant de laboratoire à l'Université du Nebraska, où il obtient son diplôme A.M. en physique en 1911.
Il meurt le 2 août 1971.